# سیارک ۲۴۵۰
سیارک ۲۴۵۰ (به انگلیسی: 2450 Ioannisiani، نامگذاری:1978RP) دو هزار و چهارصد و پنجاهمین سیارک کشف شده‌است که در ۱ سپتامبر ۱۹۷۸ کشف شد.
قدر مطلق سیارک برابر ۱۱٫۳۰ است.